# Ned Bastille
Ned Bastille (im 20. Jahrhundert) ist ein US-amerikanischer Filmeditor, der in seiner über 30-jährigen Film- und Fernsehkarriere rund 30 Produktionen im Bereich Filmschnitt betreute. Darunter Produktionen wie Die Langoliers, Al Pacino’s Looking for Richard, Hardball, Mensch, Dave! oder Noch tausend Worte.

## Leben und Karriere
Als Absolvent der Rhode Island School of Design Department of Film and Television begann Ned Bastille seine Karriere zu Beginn der 1980er Jahre als Editor von US-amerikanischen Dokumentarfilmen wie Philip Guston: A Life Lived, Observations Under the Volcano oder Empire City. 
Mitte der 1990er Jahre engagierte ihn dann Tom Holland für die Fernsehminiserie Die Langoliers nach dem Roman des Bestseller-Autors Stephen King. 1996 vertraute ihm der Regisseur Al Pacino den Schnitt für seinen Dokumentarfilm Al Pacino’s Looking for Richard an. 
Seit der Kinoproduktion Varsity Blues aus dem Jahr 1999 arbeitete Bastille hauptsächlich mit dem befreundeten Produzenten und Regisseur Brian Robbins zusammen. Bislang haben Bastille und Robbins an elf Filmproduktionen gemeinsam gearbeitet. Darunter, Ready to Rumble, Hardball, Voll gepunktet, und den drei Kinofilmen Norbit, Mensch, Dave! und Noch tausend Worte, jeweils mit Eddie Murphy in der Hauptrolle. 
2013 engagierte ihn der Regisseur Brad Copeland als Editor für seine Komödie Coffee Town.

## Auszeichnungen
- 1996: ACE Eddie Award für Al Pacino’s Looking for Richard

## Filmografie (Auswahl)

### Kino
- 1982: Philip Guston: A Life Lived (Dokumentarfilm)
- 1984: Beyond Utopia: Changing Attitudes in American Architecture (Dokumentarfilm)
- 1984: Observations Under the Volcano (Dokumentarfilm)
- 1985: Empire City (Dokumentarfilm)
- 1993: Where Are We? Our Trip Through America (Dokumentarfilm)
- 1996: Al Pacino’s Looking for Richard (Dokumentarfilm)
- 1998: Manche mögens anders (The Treat)
- 1999: Varsity Blues
- 2000: Ready to Rumble
- 2001: Hardball
- 2004: Voll gepunktet (The Perfect Score)
- 2006: Shaggy Dog – Hör mal, wer da bellt (The Shaggy Dog)
- 2007: Norbit
- 2008: Mensch, Dave! (Meet Dave)
- 2012: Noch tausend Worte (A Thousand Words)
- 2013: Coffee Town

### Fernsehen
- 1994: The Vernon Johns Story (Fernsehfilm)
- 1995: Die Langoliers (The Langoliers, Miniserie)
- 1995: CBS Schoolbreak Special (Fernsehserie, 1 Episode)
- 1997: Frontline (Dokumentarserie, 1 Episode)
- 1997–1998: Homicide (Fernsehserie, 3 Episoden)
- 1999: Kommandounternehmen ATF-One (ATF, Fernsehfilm)
- 1999: Popular (Fernsehserie, 1 Episode)
- 2004: The Days (Fernsehserie, 1 Episode)
- 2004: One Tree Hill (Fernsehserie, 2 Episoden)
- 2009–2010: Blue Mountain State (Fernsehserie, 1 Episode)
- 2010: The Odds (Fernsehfilm)
- 2010: Playing with Guns (Fernsehfilm)
- 2010: Fred – Der Film (Fred: The Movie, Fernsehfilm)
- 2011: Supah Ninjas (Fernsehserie, 1 Episode)
- 2013–2015: Reign (Fernsehserie, 5 Episoden)
- 2015: Blood & Oil (Fernsehserie, 1 Episode)
- 2016–2017: Designated Survivor (Fernsehserie, 7 Episoden)